# نافاتا
بلدية نافاتا (بالإسبانية: Navata) هي بلدية تقع في مقاطعة جرندة التابعة لمنطقة كتالونيا شمال شرق إسبانيا.

## الديموغرافيا
بلغ عدد سكان بلدية نافاتا 1.227 نسمة عام 2011 (وفقاً للمعهد الوطني الإسباني للإحصاء).
| 685 | 670 | 753 | 882 | 1.023 | 1.128 | 1.227 |